# Amphitritides pectinobranchiata
Amphitritides pectinobranchiata är en ringmaskart som beskrevs av Hartmann-Schröder in Hartmann-Schröder och Hartmann 1965. Amphitritides pectinobranchiata ingår i släktet Amphitritides och familjen Terebellidae. Inga underarter finns listade i Catalogue of Life.